# Erik Åkerberg

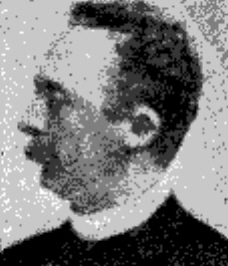
Erik Åkerberg

Erik Carl Emanuel Åkerberg (* 19. Januar 1860 in Stockholm; † 20. Januar 1938 ebenda) war ein schwedischer Komponist, Organist und Dirigent.

## Leben
Erik Åkerberg wurde als Sohn des Kaufmanns Johan Erik Åkerberg und dessen Ehefrau Sofia Carolina Charlotta Wallenstråle geboren. Er legte 1880 die schwedische Reifeprüfung, das damals sogenannte Studentexamen, in Stockholm ab und begann ein Jurastudium an der Universität Uppsala.  Im Jahr 1882 begann Åkerberg seine Ausbildung an der Königlich Schwedischen Musikakademie in Stockholm, legte 1883 das Organistenexamen ab und studierte bis 1886 Kontrapunkt und Komposition bei Joseph Gottlieb Dente (1838–1905).  Im Jahr 1887 ging Åkerberg nach Paris, um seine Studien in Komposition und Instrumentation bei César Franck zu vertiefen. Nach seiner Rückkehr nach Stockholm 1888 arbeitete Åkerberg als Repetitor und Chormeister am Königlichen Theater bis 1890.
Åkerberg war als Organist in verschiedenen Kirchen tätig und von 1890 bis 1928 Organist der jüdischen Gemeinde in Stockholm. Er unterrichtete als Musiklehrer an der Höhere Lateinschule von Norrmalm  (Högre Latinläroverket å Norrmalm) von 1895 bis 1923. Von 1896 bis 1905 lehrte er Musiktheorie an Richard Anderssons Musikschule (Richard Anderssons Musikskola) und von 1898 bis 1913 Gesang an der Borgarskolan, beide ebenfalls in Stockholm. In den Jahren 1905 bis 1915 war er zudem als Sachverständiger für die Schulaufsicht tätig. Daneben war er Kantor der deutschen Kirchengemeinde von Stockholm. Zudem leitete er die Allgemeinen Gesangs-Vereinigung. Er leitete mehrere Chöre, darunter den von ihm gegründeten Bellman-Chor, den er von 1891 bis 1926 führte, sowie die Philharmonische Gesellschaft.

## Werke (Auswahl)
Der Ausgangspunkt von Åkerbergs kompositorischem Schaffen war die schwedische Volksmusik. Dies zeigt sich in seinen Volksliedbearbeitungen für gemischten Chor und in seinen Balladen. Stilistisch orientierte er sich an der französischen Spätromantik. Sein Werk umfasst Orchester- und Kammermusik (vier Streichquartette, zwei Klavier- und ein Streichquintett, ein Klaviertrio), die zu Åkerbergs Lebzeiten nicht aufgeführten Opern Turandot (1906) und Pinntorpafrun (1915) sowie zahlreiche Chorwerke.